# Municipio de Chippewa (condado de Mecosta)
El municipio de Chippewa (en inglés: Chippewa Township) es un municipio ubicado en el condado de Mecosta en el estado estadounidense de Míchigan. En el año 2010 tenía una población de 1212 habitantes y una densidad poblacional de 13,22 personas por km².

## Geografía
El municipio de Chippewa se encuentra ubicado en las coordenadas 43°46′39″N 85°15′35″O / 43.77750, -85.25972. Según la Oficina del Censo de los Estados Unidos, el municipio tiene una superficie total de 91.68 km², de la cual 85,42 km² corresponden a tierra firme y (6,83 %) 6,26 km² es agua.

## Demografía
Según el censo de 2010, había 1212 personas residiendo en el municipio de Chippewa. La densidad de población era de 13,22 hab./km². De los 1212 habitantes, el municipio de Chippewa estaba compuesto por el 98,1 % blancos, el 0,33 % eran afroamericanos, el 0,33 % eran amerindios, el 0,25 % eran asiáticos, el 0,25 % eran de otras razas y el 0,74 % eran de una mezcla de razas. Del total de la población el 1,4 % eran hispanos o latinos de cualquier raza.